# Katastralgemeinde Hollersberg
Die Katastralgemeinde Hollersberg ist eine von sieben Katastralgemeinden der Gemeinde Guttaring im Bezirk Sankt Veit an der Glan in Kärnten. Sie hat eine Fläche von 757,37 ha (Stand 31. Dezember 2023).
Die Katastralgemeinde gehört zum Sprengel des Vermessungsamtes Klagenfurt.

## Lage
Die Katastralgemeinde liegt mitten im Bezirk Sankt Veit an der Glan, im Norden des Brückler Berglands, im Süden der Gemeinde Guttaring. Sie grenzt im Norden an die Katastralgemeinden Guttaringberg, Guttaring und Waitschach, im Osten an die Katastralgemeinde Wieting der Gemeinde Klein St. Paul, im Süden an die zur Gemeinde Kappel am Krappfeld gehörende Katastralgemeinde Silberegg und im Westen an die Katastralgemeinde Althofen der Gemeinde Althofen. Die Katastralgemeinde erstreckt sich über eine Höhenlage von 600 m ü. A. am Silberbach am Südrand der Katastralgemeinde bis zu 905 m ü. A. am Mariahilfberg im Osten der Katastralgemeinde.

## Ortschaften
Auf dem Gebiet der Katastralgemeinde Hollersberg liegen die Ortschaften Dachberg, Hollersberg, Maria Hilf, Rabachboden, St. Gertruden und Übersberg.

## Vermessungsamt-Sprengel
Die Katastralgemeinde gehört seit dem 1. Jänner 1998 zum Sprengel des Vermessungsamtes Klagenfurt. Davor war sie Teil des Sprengels des Vermessungsamtes St. Veit an der Glan.

## Geschichte
Ende des 18. Jahrhunderts wurden die Kärntner Steuergemeinden (später: Katastralgemeinden) gebildet und Steuerbezirken zugeordnet. Die Steuergemeinde Hollersberg wurde Teil des Steuerbezirks Althofen (Herrschaft und Landgericht).
Im Zuge der Reformen nach der Revolution 1848/49 wurden in Kärnten die Steuerbezirke aufgelöst und Ortsgemeinden gebildet, die jeweils das Gebiet einer oder mehrerer Steuergemeinden umfassten. Die Steuer- bzw. Katastralgemeinde Hollersberg wurde Teil der Gemeinde Guttaring. Die Größe der Katastralgemeinde wurde 1849 mit 1310 Österreichischen Joch und 1218 Klaftern (ca. 754 ha, also etwa 3 ha weniger als die heutige Fläche) angegeben; damals lebten 222 Personen in der Katastralgemeinde. Im Zuge der Gemeindestrukturreform 1973 wurde jedoch im Bereich der Wallfahrtskirche Maria Hilf ob Guttaring ein Gebiet von etwa 3 ha Größe mit einigen Häusern, die nur von der Gemeinde Guttaring aus erreichbar sind, von der Katastralgemeinde Wieting abgetrennt und der Katastralgemeinde Hollersberg angeschlossen.
Die Katastralgemeinde Hollersberg gehörte ab 1850 zum politischen Bezirk Sankt Veit an der Glan und zum Gerichtsbezirk Althofen. Von 1854 bis 1868 gehörte sie zum Gemischten Bezirk Althofen. Seit der Reform 1868 ist sie wieder Teil des politischen Bezirks Sankt Veit an der Glan, zunächst als Teil des Gerichtsbezirks Althofen, und seit dessen Auflösung 1978 als Teil des Gerichtsbezirks St. Veit an der Glan.